# Habrolepis setigera
Habrolepis setigera is een vliesvleugelig insect uit de familie Encyrtidae. De wetenschappelijke naam is voor het eerst geldig gepubliceerd in 1970 door Annecke & Mynhardt.